# WWJ-AM
WWJ ist ein Radiosender aus Detroit, Michigan. Die Station ist einer der ältesten Radiosender der USA und ging mit dem Rufzeichen 8MK am 20. August 1920 auf Sendung. WWJ sendet ein All-News-Programm und gehört heute dem Medienkonzern Entercom.
WWJ-TV ist die CBS-Fernsehstation für Detroit und erwuchs in den 1950er Jahren aus WWJ-AM.

## Geschichte
Als Amateurfunkstation wurde der Sender am 20. August 1920 auf das Rufzeichen 8MK lizenziert. Am 13. Oktober 1921 wurde die Station mit dem Rufzeichen WBL lizenziert. WWJ übertrug auch das erste Konzert des Detroit Symphony Orchestra. Die Station war von ihrer Gründung bis zur Übernahme der CBS-Radiosparte durch Entercom 2017 im Besitz und unter Leitung von CBS Radio.
WWJ begann am 29. Januar 1936 mit Ausstrahlungen auf dem Apex-Band auf der Frequenz 31,6 MHz. Dafür wurde die eigene Station W8XWJ lizenziert. Das Studio und die Sendeantenne waren auf dem Dach des Penobscot Building, einem der höchsten Gebäude Detroits. Dort wurde eine Zwei-Element-Schmetterlingsantenne (gekreuzter Dipol) montiert, gespeist von einem RCA-100-F-UKW-Sender.
WWJ gilt als älteste Station Michigans.

## Sender
WWJ sendet auf Mittelwelle 950 kHz von seinem Sender nahe Newport. Die Studios befinden sich im Panasonic Building in Southfield.